# ジュリアン・ドラン
ジュリアン・ドラン（フランス語: Julien Dran, 1983年1月1日 - ）は、フランス出身のテノール歌手。同じくテノール歌手であったアンドレ・ドランの孫にあたる。
ボルドーの生まれ。11歳からボルドー音楽院の合唱のクラスに進んだが、後に同音楽院のリオネル・サラザンのクラスに編入して声楽を学ぶ。2005年にカール・オルフの『カルミナ・ブラーナ』の上演で「かつて私は湖に住んでいた」を歌ってデビューを果たした。2008年にはマルセイユ歌劇場によるジュゼッペ・ヴェルディの『仮面舞踏会』の上演に参加してオペラ歌手としても活動を始めるようになった。